# Histoire du Doubs
L’histoire du département du Doubs commence le 4 mars 1790, lorsqu’il est créé en application de la loi du 22 décembre 1789.

## Histoire

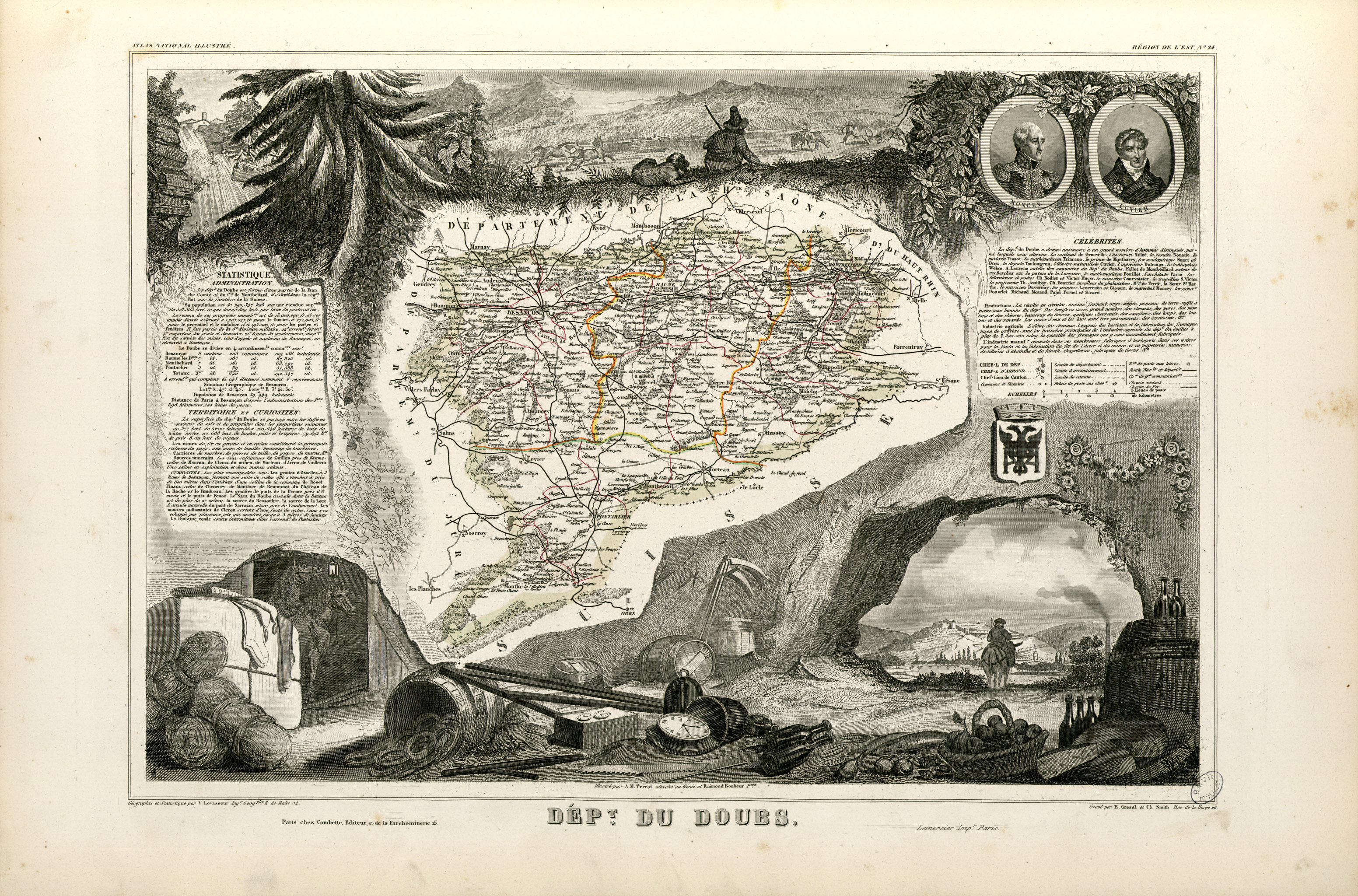
1854

Jadis peuplé par les Séquanes, peuple celtique de l'est de la Gaule, le territoire du Doubs fut sous domination romaine jusqu'au Ve siècle avec pour métropole Vesontio. Le christianisme est légendairement introduit dans la région par la prédication de saint Ferréol et de son frère le prêtre saint Ferjeux, fondateurs de l'Église de Besançon. Ils furent martyrisés en 212.

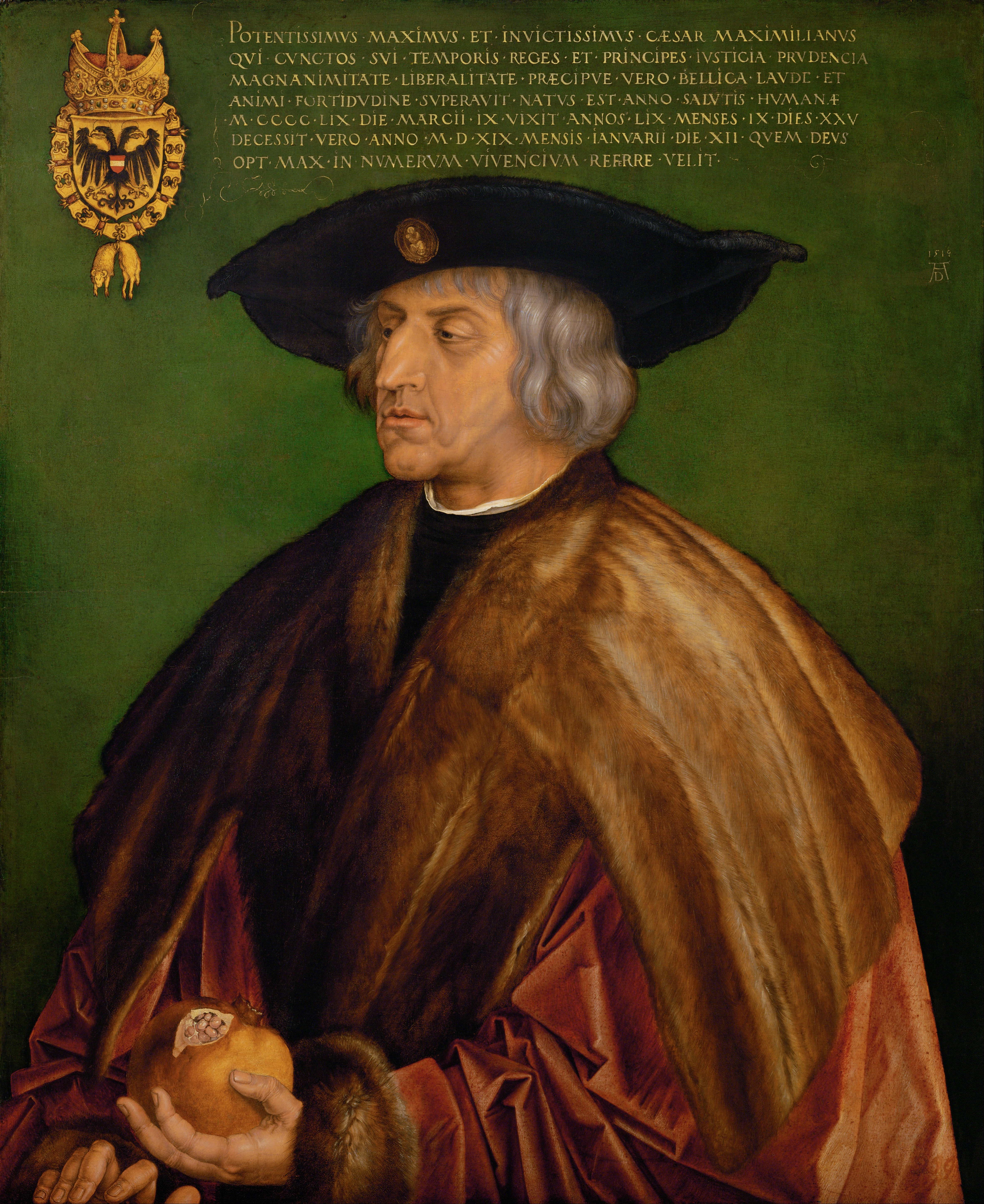
Maximilien Ier conquit par le mariage la province en 1477

Envahie par les Burgondes, la région fut rattachée au royaume d'Arles. C'est au XIe siècle qu'est fondée le comté palatin de Bourgogne, à la fois convoitée par le roi de France et l'Empereur. Puis le comté est rattachée à la France au XIVe siècle lors du mariage de Philippe V avec la comtesse de Bourgogne Jeanne II. C'est ainsi qu'elle partage alors son histoire avec le duché de Bourgogne, gardant néanmoins une autonomie certaine.
Plus tard, le mariage de Marie de Bourgogne, héritière de Charles le Téméraire, avec Maximilien de Habsbourg, fit passer en 1477 la région sous les mains de la maison d'Autriche, cela malgré l'intervention militaire du roi Louis XI. 
La Réforme introduit au XVIe siècle le protestantisme malgré le très fort ancrage du catholicisme.
Durant les guerres de religion, la région est ravagée, puis à nouveau par les Suédois de Saxe-Weimar pendant la guerre de Trente Ans. En 1678, le Comté est définitivement rattachée au royaume de France après la signature du traité de Nimègue, cédée par l'Espagne. Elle connaît alors une prospérité économique de par son autonomie relative.

## Révolution et Premier Empire

Carte du Doubs (1790)

De 1791 à 1793, les 6 districts (Besançon, Baume-les-Dames, Saint-Hippolyte, Pontarlier, Quingey et Ornans) du département du Doubs fournirent 12 bataillons de volontaires nationaux.

Le département du Doubs est créé à partir d'une partie de la province de Franche-Comté. La république de Mandeure lui est rattachée en 1793, et la principauté de Montbéliard (qui avait précédemment fait partie du Mont-Terrible puis du Haut-Rhin) en 1816.
Le département du Doubs, attaché au catholicisme, s'oppose majoritairement à la déchristianisation engagée par la Révolution : la Constitution civile du clergé de 1790 suscite de fortes oppositions qui s'accentuent avec les levées en masse de 1792 et surtout du 23 août 1793. Le Haut-Doubs frontalier avec la Suisse va même jusqu'à l'insurrection armée éphémère de la Petite Vendée en septembre 1793. La répression y est violente (exécutions capitales, déportations, emprisonnements..), cherchant à faire exemple dans ce territoire frontalier aux nombreux prêtres réfractaires et aux contacts constants avec l'émigration. L'historien régionaliste Jules Sauzay a écrit un ouvrage monumental en sept volumes publiés de 1868 à 1873 où il documente dans le détail cette période en prenant le parti des catholiques persécutés : Histoire de la persécution révolutionnaire dans le département du Doubs de 1789 à 1801. 
Le Consulat installe le Conseil général et le préfet en 1800 puis 48 ans plus tard, en instaurant le suffrage universel, la Seconde République permet à chaque canton d'élire son conseiller.
La commune du Cerneux-Péquignot est annexée par le canton de Neuchâtel en application du Traité de Paris en 1814. Après la victoire des coalisés à la bataille de Waterloo (18 juin 1815), le département est occupé par les troupes autrichiennes et suisses de juin 1815 à novembre 1818 (voir occupation de la France à la fin du Premier Empire).

## XIXeet XXesiècles

### Mines et industries
Plusieurs mines métalliques sont exploitées entre le XVe siècle et le XIXe siècle (Bethoncourt, Battenans-les-Mines...), des mines de charbon plutôt artisanales sont en activités entre les années 1770 et 1940 principalement aux houillères de Gémonval aussi dans une moindre mesure au Vernoy et à Abbenans ou encore dans les mines de lignite du Haut-Doubs mais l'exploitation minière la plus répandue est celle du sel avec de nombreuses salines (Châtillon-le-Duc, Miserey-Salines, Montferrand, Pouilley-les-Vignes, Saint-Hippolyte, Serre-les-Sapins, Soulce-Cernay) en particulier la Saline royale d'Arc-et-Senans.
Le département s’industrialise particulièrement entre le milieu du XIXe siècle et le milieu du XXe siècle sous l’impulsion de plusieurs dynasties industrielles locales (famille Japy, famille Peugeot...).

### Guerres
Le département est marqué par la guerre franco-prussienne avec la bataille de la Lizaine et la proximité du Siège de Belfort et de la bataille de Villersexel. Le département accueille des alsaciens fuyant l’annexion de l’Alsace-Lorraine. Le conflit entraînera également des conséquences politiques et sociales, un projet de Commune de Besançon émergeant en mai 1871 dans le sillage d'autres villes insurgées.
Durant la Seconde Guerre mondiale, les maquis du Lomont jouèrent un rôle important dans la Résistance.